# The Greatest Showman (bande originale)
Cet article concerne la bande originale du film musical. Pour le film musical, voir The Greatest Showman.
The Greatest Showman: Original Motion Picture Soundtrack est la bande originale du film musical The Greatest Showman, sorti en 2017. L'album est distribué par Atlantic Records. Il le présente lors d'une tournée intitulée The Man. The Music. The Show. en 2019.
L'album s'est écoulé à 6 millions d'exemplaires dans le monde,.

## Liste des thèmes
Toutes les chansons sont écrites et composées par Pasek & Paul.
| 1.    | The Greatest Show          | Hugh Jackman, Keala Settle, Zac Efron, Zendaya       | 5:02 |
| 2.    | A Million Dreams           | Ziv Zaifman, Hugh Jackman, Michelle Williams         | 4:29 |
| 3.    | A Million Dreams (Reprise) | Austyn Johnson, Cameron Seely, Hugh Jackman          | 1:00 |
| 4.    | Come Alive                 | Hugh Jackman, Keala Settle, Daniel Everidge, Zendaya | 3:45 |
| 5.    | The Other Side             | Hugh Jackman, Zac Efron                              | 3:34 |
| 6.    | Never Enough               | Loren Allred                                         | 3:27 |
| 7.    | This Is Me                 | Keala Settle                                         | 3:54 |
| 8.    | Rewrite the Stars          | Zac Efron, Zendaya                                   | 3:37 |
| 9.    | Tightrope                  | Michelle Williams                                    | 3:54 |
| 10.   | Never Enough (Reprise)     | Loren Allred                                         | 1:20 |
| 11.   | From Now On                | Hugh Jackman                                         | 5:49 |
| 39:51 |                            |                                                      |      |

## Réception

### Réception commerciale
A la fin de l'année 2017, l'album entre dans le top 200 aux États-Unis à la 71e place. Il atteint le top 5 après le début de l'exploitation du film. Lors de sa 4e semaine dans le classement, il atteint la première position avec 106 000 unités. La semaine suivante, il est de nouveau numéro un avec 104 000 unités. A la fin du mois de janvier, l'opus est certifié disque d'or pour 500 000 unités écoulées. Fin mars, il est certifié disque de platine, équivalent à 1 000 000 de ventes. A la mi-août, il est certifié double disque de platine dans ce pays. L'album a passé 2 semaines en tête des ventes dans le billboard 200. A la fin de l'année 2018, il est le 4e disque le plus vendu dans le pays avec 2 490 000 unités écoulées (dont 1 490 000 exemplaires physiques).  
En Australie, l'album entre à la 8e place lors de la semaine du 7 janvier 2018. L'opus atteint la pole position la semaine suivante, où il reste 8 semaines consécutives. L'album a été certifié triple disque de platine, équivalent à 210 000 unités.   
Au Canada, l'album entre à la 25e place du top. La semaine suivante, il atteint la 7e place. Il est 3e lors de sa troisième semaine. Il s'agit de la place la plus haute qu'il ait atteint dans ce classement. L'opus est certifié disque d'or pour 40 000 unités vendues au début du mois de mars. Il est certifié disque de platine à la mi-août pour 80 000 unités écoulées. Le disque est le 17e album le plus vendu en 2018 dans ce pays.      
En France, l'album débute à la 163e place des meilleures ventes d'albums (sans le streaming) en janvier 2018. Il atteint la 11e place la semaine suivante avec 2 400 exemplaires. L'opus est resté 33 semaines dans le top 250 des meilleures ventes.  
En Irlande, l'album débute à la 10e place des ventes durant la semaine du 5 au 11 janvier 2018. La semaine suivante, il atteint la 2e position. C'est au cours de sa 4e semaine d'exploitation qu'il atteint la première place. En 2018, l'album a passé 16 semaines non-consécutives en tête des ventes. A la fin de l'année, il cumule 64 400 unités dans ce pays et réalise ainsi la meilleure vente de l'année. Lors de la première semaine de 2019, il est de nouveau premier du classement.  
En Nouvelle-Zélande, l'album entre à la 36e place lors de la semaine du 1er janvier 2018. Il atteint la 1re place lors de la semaine du 12 février. L'opus reste 4 semaines non-consécutives en tête des ventes dans ce pays. L'album a été certifié disque de platine pour un seuil de 15 000 unités vendues. Il est le 2e album le plus vendu dans ce pays en 2018.   
Au Royaume-Uni, l'opus est entré 39e lors de la première semaine de janvier 2018. La semaine suivante, il fait un bond de 25 places. Lors de sa 3e semaine d'exploitation, il est premier. Il reste 24 semaines non-consécutives à la première place en 2018. Il devient l'album qui est resté le plus longtemps en tête des ventes en 50 ans. Au mois de décembre, il est certifié quintuple disque de platine dans ce pays, équivalent à 1 500 000 unités écoulées. A la fin de l'année, il est la meilleure vente de l'année avec 1 600 000 unités (tous formats compris). Il commence l'année 2019 en tête du classement avec 40 900 unités,

## Classements et certifications

### Classements hebdomadaires
| Classement (2017-2018)             | Meilleure place |
| ---------------------------------- | --------------- |
| Allemagne (Media Control AG)       | 5               |
| Australie (ARIA)                   | 1               |
| Autriche (Ö3 Austria Top 40)       | 3               |
| Belgique (Flandre Ultratop)        | 4               |
| Belgique (Wallonie Ultratop)       | 43              |
| Canada (Canadian Albums Chart)     | 3               |
| Danemark (Tracklisten)             | 8               |
| Écosse (OCC)                       | 1               |
| Espagne (Promusicae)               | 8               |
| États-Unis (Billboard 200)         | 1               |
| Finlande (Suomen virallinen lista) | 3               |
| France (SNEP)                      | 11              |
| Irlande (IRMA)                     | 1               |
| Norvège (VG-lista)                 | 2               |
| Nouvelle-Zélande (RIANZ)           | 1               |
| Pays-Bas (Mega Album Top 100)      | 5               |
| Royaume-Uni (UK Albums Chart)      | 1               |
| Suisse (Schweizer Hitparade)       | 4               |

### Classements annuels
| Classements annuels (2018)                     | Rang |
| ---------------------------------------------- | ---- |
| Belgique (Flandre Ultratop)                    | 9    |
| Belgique (Wallonie Ultratop)                   | 116  |
| États-Unis (Billboard 200)                     | 4    |
| Irlande (IRMA)                                 | 1    |
| Royaume-Uni (Official Charts)                  | 1    |
| Monde - United World chart 2018 (Mediatraffic) | 1    |

### Certifications
| Pays                    | Certification              | Ventes/streams |
| ----------------------- | -------------------------- | -------------- |
| Australie (ARIA)        | 3 × Platine                | 210 000        |
| Canada (MC)             | Platine                    | 80 000         |
| États-Unis (RIAA)       | 2 × Platine                | 2 490 000      |
| Irlande (IRMA)          | 4 × Platine (équivalent à) | 64 400         |
| Nouvelle-Zélande (RMNZ) | Platine                    | 15 000         |
| Royaume-Uni (BPI)       | 5 × Platine                | 1 600 000      |
| Monde                   | aucune                     | 5 655 000      |